# German Masters
Il German Masters è un torneo professionistico di snooker, valido per il Ranking, che si è disputato nel 1998 a Bingen am Rhein, dal 2011 al 2020 e dal 2022 a Berlino, in Germania e nel 2021 a Milton Keynes, in Inghilterra.

## Storia
Dopo tre edizioni con il nome German Open, questo torneo viene disputato per la prima volta con il nome odierno nel 1998 a Bingen am Rhein come titolo Non-Ranking.
Torna nel 2011 a Berlino come titolo Ranking e viene vinto da Mark Williams su Mark Selby.
Il gallese si ripete per la seconda volta nel 2018 battendo 9-1 Graeme Dott; fino ad allora nessun giocatore era riuscito ad ottenere la seconda gloria.
Nel 2020 Judd Trump torna in finale e vince per la prima volta dopo la finale 2014, mentre Neil Robertson raggiunge e perde la finale in questo torneo.

## Albo d'oro
| Edizione      | Vincitore         | Finalista       | Risultato     | Stagione              | Città           | Impianto                | Tipologia   | Note   |
| ------------- | ----------------- | --------------- | ------------- | --------------------- | --------------- | ----------------------- | ----------- | ------ |
| 1998          | John Parrott      | Mark Williams   | 6 - 4         | 1998-1999             | Bingen am Rhein | Best Western Rheinhotel | Non-Ranking | [ 2 ]  |
| Non disputato | Non disputato     | Non disputato   | Non disputato | 1999-2000 - 2009-2010 |                 |                         |             |        |
| 2011          | Mark Williams     | Mark Selby      | 9 - 7         | 2010-2011             | Berlino         | Tempodrom               | Ranking     | [ 3 ]  |
| 2012          | Ronnie O'Sullivan | Stephen Maguire | 9 - 7         | 2011-2012             | Berlino         | Tempodrom               | Ranking     | [ 6 ]  |
| 2013          | Ali Carter        | Marco Fu        | 9 - 6         | 2012-2013             | Berlino         | Tempodrom               | Ranking     | [ 7 ]  |
| 2014          | Ding Junhui       | Judd Trump      | 9 - 5         | 2013-2014             | Berlino         | Tempodrom               | Ranking     | [ 8 ]  |
| 2015          | Mark Selby        | Shaun Murphy    | 9 - 7         | 2014-2015             | Berlino         | Tempodrom               | Ranking     | [ 9 ]  |
| 2016          | Martin Gould      | Luca Brecel     | 9 - 5         | 2015-2016             | Berlino         | Tempodrom               | Ranking     | [ 10 ] |
| 2017          | Anthony Hamilton  | Ali Carter      | 9 - 6         | 2016-2017             | Berlino         | Tempodrom               | Ranking     | [ 11 ] |
| 2018          | Mark Williams     | Graeme Dott     | 9 - 1         | 2017-2018             | Berlino         | Tempodrom               | Ranking     | [ 12 ] |
| 2019          | Kyren Wilson      | David Gilbert   | 9 - 7         | 2018-2019             | Berlino         | Tempodrom               | Ranking     | [ 13 ] |
| 2020          | Judd Trump        | Neil Robertson  | 9 - 6         | 2019-2020             | Berlino         | Tempodrom               | Ranking     | [ 14 ] |
| 2021          | Judd Trump        | Jack Lisowski   | 9 - 2         | 2020-2021             | Milton Keynes   | Marshall Arena          | Ranking     | [ 15 ] |
| 2022          | Zhao Xintong      | Yan Bingtao     | 9 - 0         | 2021-2022             | Berlino         | Tempodrom               | Ranking     | [ 16 ] |
| 2023          | Ali Carter        | Tom Ford        | 10 - 3        | 2022-2023             | Berlino         | Tempodrom               | Ranking     |        |

## Statistiche

### Finalisti
| Giocatore         | Vittorie | Finali perse | Totale |
| ----------------- | -------- | ------------ | ------ |
| Mark Williams     | 2        | 1            | 3      |
| Judd Trump        | 2        | 1            | 3      |
| Ali Carter        | 2        | 1            | 3      |
| Mark Selby        | 1        | 1            | 2      |
| John Parrott      | 1        | 0            | 1      |
| Ronnie O'Sullivan | 1        | 0            | 1      |
| Ding Junhui       | 1        | 0            | 1      |
| Martin Gould      | 1        | 0            | 1      |
| Anthony Hamilton  | 1        | 0            | 1      |
| Kyren Wilson      | 1        | 0            | 1      |
| Zhao Xintong      | 1        | 0            | 1      |
| Stephen Maguire   | 0        | 1            | 1      |
| Marco Fu          | 0        | 1            | 1      |
| Shaun Murphy      | 0        | 1            | 1      |
| Luca Brecel       | 0        | 1            | 1      |
| Graeme Dott       | 0        | 1            | 1      |
| David Gilbert     | 0        | 1            | 1      |
| Neil Robertson    | 0        | 1            | 1      |
| Jack Lisowski     | 0        | 1            | 1      |
| Yan Bingtao       | 0        | 1            | 1      |
| Tom Ford          | 0        | 1            | 1      |

### Finalisti per nazione
| Nazione     | Vittorie | Finali perse | Totale |
| ----------- | -------- | ------------ | ------ |
| Inghilterra | 10       | 7            | 15     |
| Galles      | 2        | 1            | 3      |
| Cina        | 2        | 1            | 3      |
| Scozia      | 0        | 2            | 2      |
| Hong Kong   | 0        | 1            | 1      |
| Belgio      | 0        | 1            | 1      |
| Australia   | 0        | 1            | 1      |

- Vincitore più giovane: Zhao Xintong (25 anni, 2022)
- Vincitore più anziano: Anthony Hamilton (46 anni, 2017)

### Century break
| Edizione | Century break | Miglior break         | Century break (qualificazioni) | Miglior break (qualificazioni)       |
| -------- | ------------- | --------------------- | ------------------------------ | ------------------------------------ |
| 1998     | 3             | John Parrott (130)    |                                |                                      |
| 2011     | 18            | John Higgins (143)    | 31                             | Mark Joyce (133)                     |
| 2012     | 21            | Stephen Maguire (130) | 37                             | Mike Dunn (147)                      |
| 2013     | 31            | Michael Holt (144)    | 26                             | Kurt Maflin (142)                    |
| 2014     | 30            | Michael Holt (143)    | 23                             | Dechawat Poomjaeng Gary Wilson (147) |
| 2015     | 23            | Judd Trump (147)      | 43                             | Shaun Murphy (142)                   |
| 2016     | 18            | Judd Trump (125)      | 46                             | Michael Wasley (138)                 |
| 2017     | 16            | Tom Ford (147)        | 56                             | Ali Carter Ross Muir (147)           |
| 2018     | 27            | Judd Trump (140)      | 52                             | Chen Zifan (140)                     |
| 2019     | 28            | David Gilbert (139)   | 80                             | Judd Trump (147)                     |
| 2020     | 33            | John Higgins (138)    | 77                             | Tom Ford (143)                       |
| 2021     | 26            | Barry Hawkins (140)   | 57                             | Shaun Murphy (147)                   |
| 2022     | 29            | Sam Craigie (136)     | 74                             | Thepchaiya Un-Nooh (147)             |

### Maximum break
| N° | Giocatore          | Avversario     | Turno                    | Data             | Edizione | Note   |
| -- | ------------------ | -------------- | ------------------------ | ---------------- | -------- | ------ |
| 1  | Mike Dunn          | Kurt Maflin    | Qualificazioni (Turno 1) | 22 novembre 2011 | 2012     | [ 17 ] |
| 2  | Dechawat Poomjaeng | Zak Surety     | Qualificazioni           | 11 dicembre 2013 | 2014     | [ 18 ] |
| 3  | Gary Wilson        | Ricky Walden   | Qualificazioni           | 12 dicembre 2013 | 2014     | [ 19 ] |
| 4  | Judd Trump         | Mark Selby     | Quarti di finale         | 6 febbraio 2015  | 2015     | [ 20 ] |
| 5  | Ali Carter         | Wang Yuchen    | Qualificazioni (Turno 1) | 8 dicembre 2016  | 2017     | [ 21 ] |
| 6  | Ross Muir          | Itaro Santos   | Qualificazioni (Turno 1) | 8 dicembre 2016  | 2017     | [ 21 ] |
| 7  | Tom Ford           | Peter Ebdon    | Sedicesimi di finale     | 1º febbraio 2017 | 2017     | [ 22 ] |
| 8  | Judd Trump         | Lukas Kleckers | Qualificazioni (Turno 2) | 21 dicembre 2018 | 2019     | [ 23 ] |
| 9  | Shaun Murphy       | Chen Zifan     | Qualificazioni (Turno 1) | 10 novembre 2020 | 2021     | [ 24 ] |
| 10 | Thepchaiya Un-Nooh | Fan Zhengyi    | Qualificazioni (Turno 1) | 22 ottobre 2021  | 2022     | [ 25 ] |

### Montepremi
| Edizione | Montepremi |
| -------- | ---------- |
| 1998     | £110000    |
| 2011     | €280000    |
| 2012     | €280000    |
| 2013     | €300000    |
| 2014     | €337976    |
| 2015     | €341737    |
| 2016     | €367000    |
| 2017     | €367000    |
| 2018     | £364500    |
| 2019     | £400000    |
| 2020     | £400000    |
| 2021     | £400000    |
| 2022     | £400000    |

### Sponsor
| Edizione | Sponsor               |
| -------- | --------------------- |
| 1998     |                       |
| 2011     |                       |
| 2012     | PartyPoker.net        |
| 2013     | Betfair               |
| 2014     |                       |
| 2015     | Kreativ Dental Clinic |
| 2016     | 918.com               |
| 2017     | F66.com               |
| 2018     | D88.com               |
| 2019     | D88.com               |
| 2020     | BetVictor             |
| 2021     | BildBet               |
| 2022     | BildBet               |